# Derrick Luckassen
Derrick Luckassen (ur. 3 lipca 1995 w Amsterdamie) – holenderski piłkarz pochodzenia ghańskiego grający na pozycji obrońcy. Od 2022 roku zawodnik Maccabi Tel Aviv.
Luckassen reprezentował Holandię już od poziomu młodzieżowego.